# 오타 요시아키
오타 요시아키(일본어: 太田 吉彰, 1983년 6월 11일 ~ )는 일본의 전 축구 선수이다.

## 구단 경력
그는 2002년부터 2019년까지 J리그의 주빌로 이와타, 베갈타 센다이에서 활동하였다.

## 국가대표팀 경력
그는 2007년 AFC 아시안컵에 참가할 일본 국가대표팀에 선발되었으나 경기에 출전하지는 못하였다.